# ヤヌサウルス
ヤヌサウルス（学名:Janusaurus）は、ノルウェーのスヴァールバル諸島スピッツベルゲン島中央の Agardhfjellet 層 Slottsmøya 部層で2010年に発見されたオフタルモサウルス科オフタルモサウルス亜科の魚竜の属。頭骨の大部分と胴体の一部が発見されており、模式種はヤヌサウルス・ルンディである。2014年にオーベリー・ジェーン・ロバーツらにより記載された。

## 形態

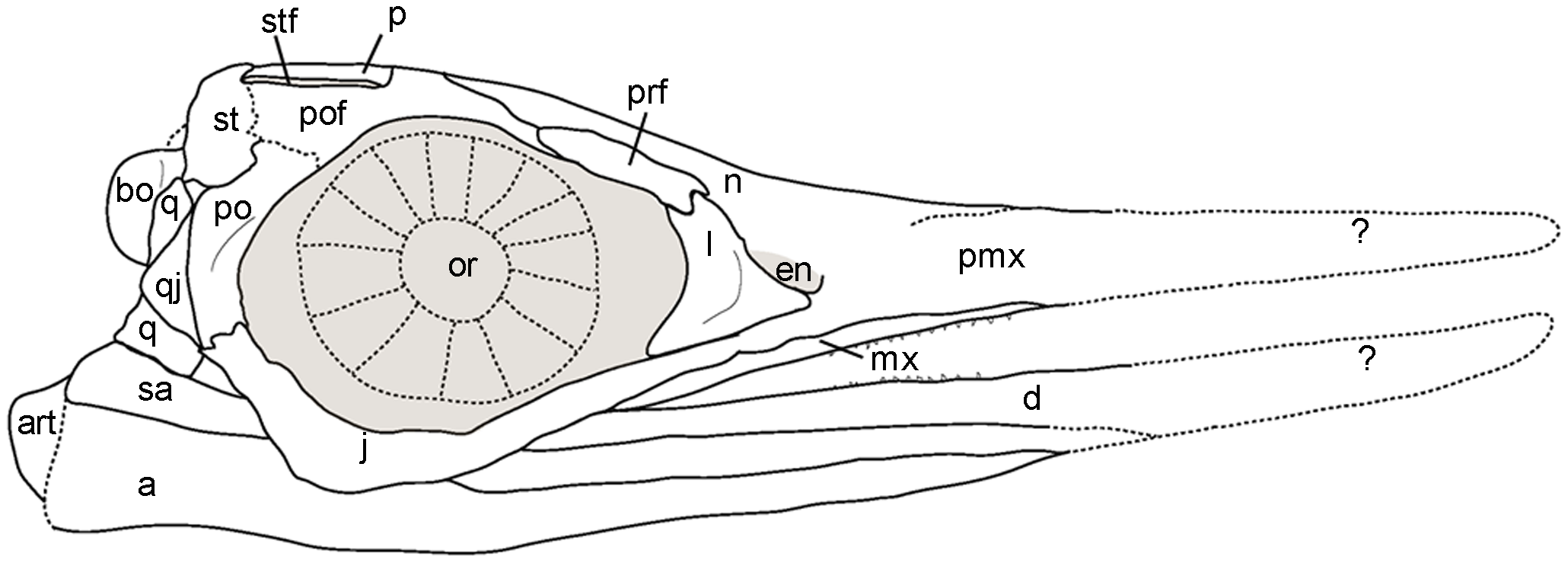
復元骨格図

オフタルモサウルス科としては中間の大きさであり、全長は3 - 4メートルと推定されている。
頭蓋のアブミ骨は細く、顎の前関節骨に背側構造が存在する。クリオプテリギウスやアサバスカサウルスとは異なり、涙骨が外鼻孔の縁を形成する。アサバスカサウルスやアエギロサウルスに存在する鱗状骨は存在しない。歯はブラキプテリギウスやクリオプテリギウスと比較して極端に細い。
胴体では腸骨の前背側や鎖骨間に存在する構造といった特徴が挙げられる。上腕骨の近位端は遠位端よりも前後の方向に細くなっており、これはパルベンニアと共通する形質であるが、ヤヌサウルスではさらに顕著である。
腸骨の形態により、これまでオフタルモサウルス科の腰帯の多様性からは分からなかった観点がもたらされている。座骨と恥骨は完全に癒合し（クリオプテリギウスやウンドロサウルスは遠位でのみ癒合する）、オフタルモサウルスの特徴である閉鎖孔は存在しない。またクリオプテリギウスと異なり、橈骨よりも尺骨の方が大きい。

## 系統
原記載論文において、ヤヌサウルスはオフタルモサウルス亜科に配置されている。本属とパルベンニアおよびクリオプテリギウスの共通祖先がアサバスカサウルスとの共通祖先から分岐したのち、3属に枝分かれしたとされている。ただし、原記載論文において用いられているクラドグラムは Fischer による系統解析とは異なり、アサバスカサウルスがプラティプテリギウス亜科ではなくオフタルモサウルス亜科に配置されているなど注意されたい。

## 古環境
ヤヌサウルスは高緯度地域に生息しており、当時の亜寒帯に生息した生物に特異的な現象として、首長竜や魚竜の多様性がアンモナイトの多様性に比例している可能性が指摘されている。
なお、当時のグリーンランドやノルウェー近海は高緯度海域とテチス海の間で最も水深の浅い海域だったとされており、海面変動が当時の生物の地理的分布に大きく影響したことが推測されている。北大西洋とテチス海での往来が可能であったかは不明である。なお、クリオプテリギウスの新種が発見されたことで、北極海盆とテチス海が当時繋がっていたことは示唆されている。